# Jakub Pączek
Jakub Pączek (ur. 4 czerwca 1984 w Krakowie) – polski reżyser, scenarzysta oraz producent filmowy.

## Życiorys
Absolwent reżyserii na Wydziale Radia i Telewizji Uniwersytetu Śląskiego w Katowicach i Historii Kościoła na PAT w Krakowie. Autor m.in. nagradzanej etiudy fabularnej Pralka oraz anglojęzycznego filmu dokumentalnego o papierze toaletowym Rolls of Identity, prezentowanego i nagradzanego na festiwalach filmów jednominutowych na całym świecie. Zrealizował też film dokumentalny Najlepsze kąski na wagonach poświęcony konduktorom pociągów nocnych. W 2011 roku na festiwalu CAMERIMAGE w Bydgoszczy prezentowany był jego film absolutoryjny pt. Strona A. W 2013 roku na Krakowskim Festiwalu Filmowym jego debiut pt. 128. Szczur, z udziałem m.in. Janusza Chabiora, Anny Radwan, Grażyny Wolszczak i Andrzeja Mastalerza, otrzymał nagrodę Prezesa TVP SA za najlepszą reżyserię. Za scenariusz do tego filmu otrzymał w 2014 roku Nagrodę Polskiego Kina Niezależnego im. Jana Machulskiego. Film był również nagradzany na szeregu innych w Polsce oraz w USA i we Francji.
Laureat Wyróżnień Jego Magnificencji Rektora Uniwersytetu Śląskiego dla studentów i doktorantów 2011. Od roku akademickiego 2013/2014 młodszy wykładowca Wydziału Radia i Telewizji im. Krzysztofa Kieślowskiego UŚ w Katowicach. W 2016 roku zrealizował w Studiu Filmowym KADR swój debiutancki pełnometrażowy film fabularny pt. Reakcja łańcuchowa nominowany do Złotych Lwów na 42. Festiwalu Polskich Filmów Fabularnych w Gdyni.
8 października 2018 w Teatrze Telewizji TVP miała premierę sztuka Reytan. Druga strona drzwi w reżyserii Jakuba Pączka, której był także współautorem, a za którą otrzymał na festiwalu Dwa Teatry 2019 nagrodę za najlepszy debiut. W rolę Tadeusza Reytana wcielił się w niej Mirosław Haniszewski. W kwietniu 2018 roku w ramach cyklu Teatroteka zrealizował inny spektakl telewizyjny – „Falowiec” na motywach tekstu Moniki Milewskiej (w opracowaniu reżysera) z udziałem m.in. Janusza Chabiora, Andrzeja Mastalerza i Łukasza Simlata oraz Mariusza Jakusa. Spektakl otrzymał m.in. nagrodę dziennikarzy i krytyków na 3. festiwalu TEATROTEKA FEST w Warszawie oraz nagrodę platynowego REMI na WorldFest 2020 w Houston w USA. Jakub Pączek jest też autorem szeregu tekstów piosenek, które pojawiają się w jego filmach i spektaklach. W 2020 roku zrealizował film animowany „Chodowiecki” poświęcony Danielowi Chodowieckiemu.